# Antonio Guarnieri
Antonio Guarnieri (Venetië, 1 februari 1880 - Milaan, 25 november 1952) was een Italiaans dirigent, componist en cellist. 
Guarnieri kwam uit een muzikale familie. Zijn vader Luigi was contrabassist, zijn broer en zus Francesco en Guglielmina waren violisten. Hij studeerde cello in Venetië en vervolgens orgel en orgelcompositie bij Marco Enrico Bossi. Hij maakte carrière als cellist, en maakte deel uit van belangrijke ensembles als het Quartetto Martucci. Daarna wijdde hij zich aan orkestdirectie. Hij werkte in de belangrijkste theaters in Italië en daarbuiten. Tussen 1912 en 1913 was hij dirigent van de Italiaanse Opera in Wenen en van het Teatro Colón in Buenos Aires. In 1922 maakte hij zijn debuut in het Teatro alla Scala in Milaan met de opera Lohengrin van Wagner. Hij was ook docent orkestdircectie aan de Accademia Chigiana in Siena.
- Bibsys: 8025019
- Bibliothèque nationale de France: cb14183846s (data)
- Gemeinsame Normdatei: 122261593
- International Standard Name Identifier: 0000 0000 8358 3715
- Library of Congress Control Number: n82218991
- Nationale Bibliotheek van Letland: 000100397
- MusicBrainz: 2392a274-587a-421b-9dda-faafe8e3f04d
- Nationale Bibliotheek van Israël: 987007283661805171
- Nationale en Universitaire bibliotheek Zagreb: 000259379
- Istituto Centrale per il Catalogo Unico: SBLV183787
- SNAC: w6fb7svp
- Système universitaire de documentation: 08002016X
- Virtual International Authority File: 13186210
- WorldCat: E39PBJy8wV8CmCGbCD6bXqvbVC